# Microrregión de Erechim
La microrregión de Erechim es una de las microrregiones del estado Brasileño de Rio Grande do Sul perteneciente a la mesorregión Noroeste Riograndense. Su población fue estimada en 2005 por el IBGE en 217.894 habitantes y está dividida en treinta municipios. Posee una área total de 5.710,341 km². Posee un área total de 5.710,341 km². Está compuesta por 30 municipios, detallados más abajo:
Su base económica está concentrada básicamente en la agricultura y el comercio. Su mayor ciudad, Erechim, es ampliamente industrial.

## Erechim

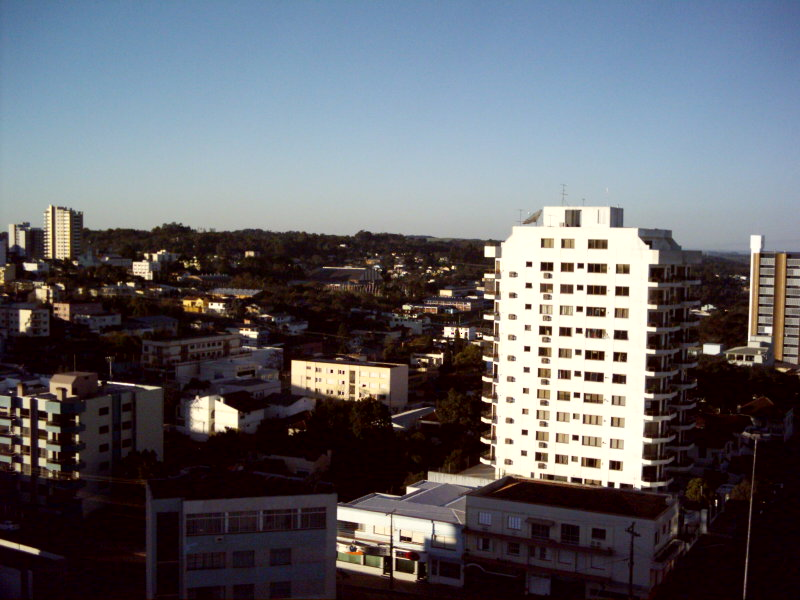
Erechim, ciudad más poblada de esta microrregión.

Erechim es considerada un centro subregional en Brasil, es la ciudad más poblada de esta microrregión y la segunda del norte del estado Riograndense con 97.916 habitantes, superada solamente por el municipio de Passo Fundo.
El municipio estaba, en 2007, en la 17.ª posición en relación con el PIB del estado de Rio Grande do Sul.
Erechim fue una de las primeras ciudades Brasileñas modernas en ser planeada. La planificación viária de la ciudad fue inspirada en conceptos urbanísticos usados en los trazados de Washington (1791) y París (1850), se caracterizaba por calles muy largas, fuerte jerarquización y creación, a través de calles diagonales al estilo tablero de ajedrez básico, de puntos de convergencia.
Elementos claves de su trazado incluyen una malla perpendicular de calles cortadas por avenidas en diagonal, cuadras de dimensiones regulares y una avenida entorno del perímetro de la ciudad.
El municipio se ubica al Norte de Rio Grande do Sul, en la región del Alto Uruguay, sobre la cordillera de la Sierra General. El significado de Erechim, término de origen caingangue, es "campo pequeño", dado probablemente por el hecho de que la ciudad estaba rodeada de florales en la época. La ciudad del norte gaucho Brasileño está entre las 20 ciudades más frías del sur de Brasil.

## Municipios
| - Aratiba - Áurea - Barão de Cotegipe - Barra do Rio Azul - Benjamin Constant do Sul - Campinas do Sul - Carlos Gomes - Centenário - Cruzaltense - Entre Rios do Sul - Erebango - Erechim - Erval Grande - Estação - Faxinalzinho - Floriano Peixoto | - Gaurama - Getúlio Vargas - Ipiranga do Sul - Itatiba do Sul - Jacutinga - Marcelino Ramos - Mariano Moro - Paulo Bento - Ponte Preta - Quatro Irmãos - São Valentim - Severiano de Almeida - Três Arroios - Viadutos |